# Монис, Давид
Давид Монис (дат.  David Monies; 3 июня 1812, Копенгаген — 29 апреля 1894, Фредериксберг) — датский портретный и жанровый художник, профессор живописи.

## Биография
Давид Монис родился в еврейской семье у Саломона Мониса (дат. Salomon Monies) (1786—1853) и его жены Фредерики, урожденной Солдин (дат. Frederikke, født Soldin) (1781—1858). Ещё в эпоху наполеоновских войн отец Давида перебрался из Нидерландов в Копенгаген, где владел небольшим табачным производством. Но во время экономического спада после 1813 года он разорился, и семья жила в бедности. Давиду и его братьям приходилось торговать табачной продукцией, производимой на фабрике отца, на улицах и в переулках. Уже в раннем возрасте Давид проявил талант к рисованию и в 12 лет был отдан на обучение в Датскую королевскую академию изящных искусств.
Давид Монис женился 14 ноября 1837 года на Болетт Якобсен (дат. Bolette Jacobsen) (14.10.1810 — ?6.7.1889), дочери торговца Исака Якобсена (дат. Isak Jacobsen) и его жены Сары, урождённой Хейман (дат. Sara Heimann).

## Образование и художественная карьера

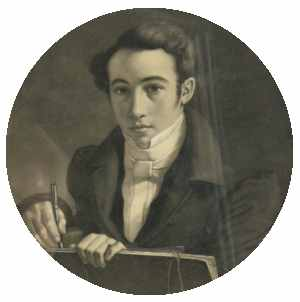
Давид Монис. Автопортрет

Давид Монис в 1824 году поступил в Датскую королевскую академию изящных искусств в Копенгагене, где успешно продвигался по классам: в 1826 — в рисовальном классе, в 1827 — в модельном классе, где он учился портретной и жанровой живописи у Иоганна Людвига Лунда. Ещё учась в академии, Монис начал выставлять свои работы на выставках в Шарлоттенборге. В 1827 году он был отмечен малой серебряной медалью, а в 1832 стал обладателем большой серебряной медали. В портретном жанре Монис довольно преуспел и был одним из самых востребованных портретистов своего времени. Его работы отличались удачно схваченным характером портретируемого и достоверной цветовой гаммой. Однако это было более свойственно мужским портретам. Ярким примером того служит портрет профессора, доктора медицины Й. Д. Херхольдта (Государственный музей искусств Дании), а также портреты актёров, таких как Фердинанд Линдгрен, Петер Фридендаль и Карл Виндслёв. Ещё один довольно удачный портрет актёра Людвига Фистера, написанный в 1873 году, был утрачен во время пожара в Кристиансборге в 1884 году. Менее выразительными получались женские портреты, которые хотя и выходили элегантными, но зачастую были лестными, а потому и менее достоверными.
В начале своей карьеры (1833 г.) Монис также преуспел и в жанровой живописи. Его жанровые картины характеризуются хорошей проработкой деталей и композицией.

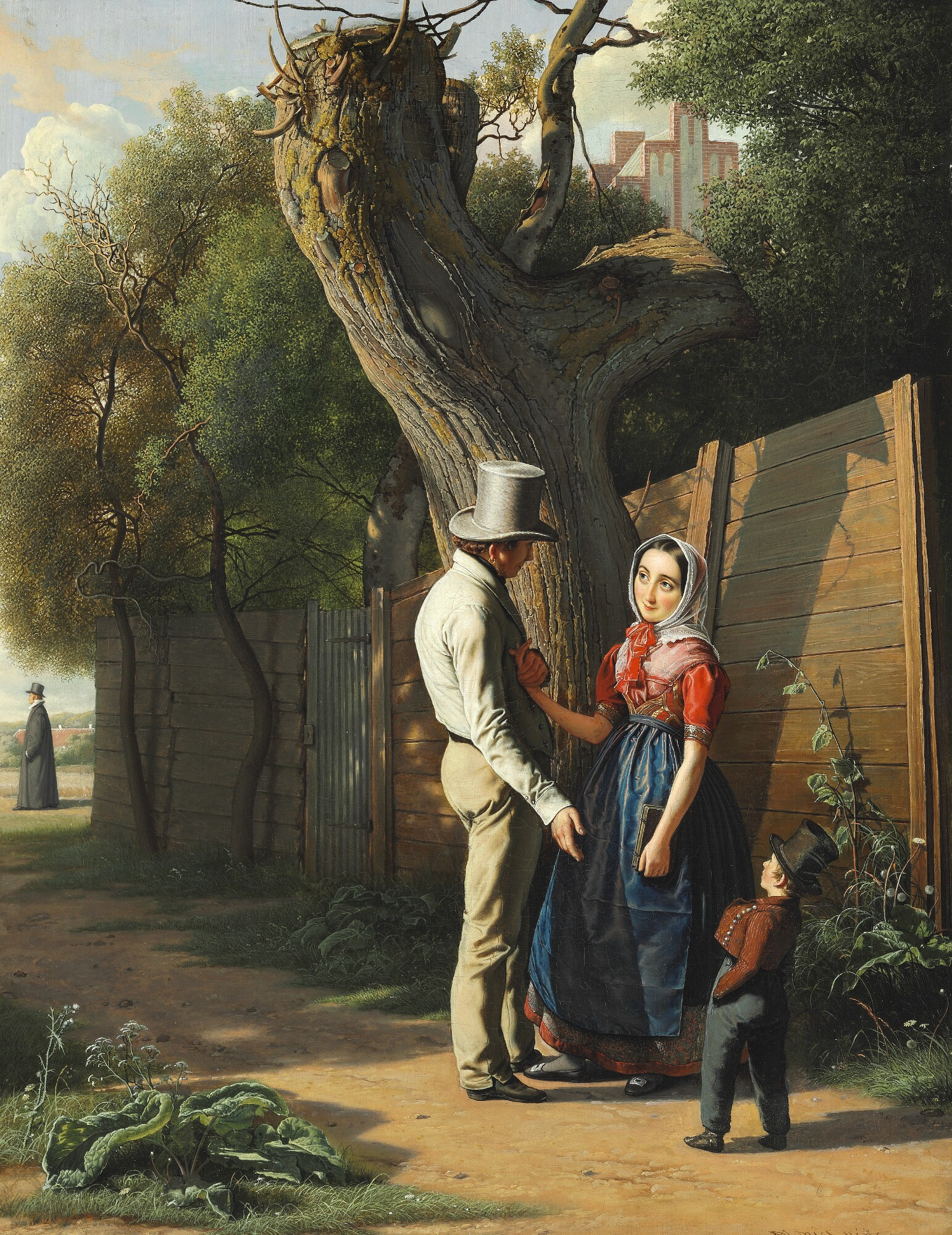
Давид Монис. «Молодая пара, взявшись за руки, стоит под засохшим дубом»

В 1833 году Монис подавал заявку на соискание гранта от фонда «Fonden ad usus publicos», который был создан Фредериком V для поддержки науки, литературы и искусства для образовательной поездки за границу. Академия нашла у него "необычные способности", но посоветовала ему не отправиться в образовательное путешествие, а поработать еще над техникой рисунка в стенах академии. Не найдя поддержки академии, Монис в 1835 году отправился в Мюнхен за свой счет. В 1836 он всё-таки получил грант от фонда. Спустя два года он вернулся домой и продолжил свое творчество.
В 1847 году он был принят в члены академии, сначала в качестве «Агре» (тип кандидата в члены), а в следующем году он был назначен полноправным членом. Первую широкую известность ему принесли картины на тему о войсках, возвращающихся с Первой Шлёзвигской войны. Другие исторические работы были также успешными, но его попытки изобразить историю еврейской общины не увенчались успехом.
В 1859 году Монис был удостоен звания «титулярный профессор», а в 1867 получил от академии «Anckerske Rejselegat» — стипендию для образовательной поездки за границу, предназначавшуюся для поэтов, композиторов и художников. В 1874 году Давид Монис был награждён орденом Даннеброг, а в 1892 — Крестом славы ордена Даннеброг.
В последние годы жизни Мониса его работы претерпели слабость в цвете, вероятно, из-за ухудшающегося зрения. Однако он продолжал работать и выставляться.

## Творческое наследие
Сегодня работы Давида Мониса продаются на международных аукционах, находятся в частных коллекциях и в различных музеях:
- государственном музее искусств (Дания),
- Копенгагенском музее (Дания),
- музее Торвальдсена (Дания),
- Национальном историческом музее в замке Фредериксборг (Дания),
- АРТ Музее Современного Искусства в Ольборге (Дания),
- Орхусском художественном музее ARoS (Дания),
- Гётеборгском художественном музее (Швеция)[1]

и других.

## Галерея

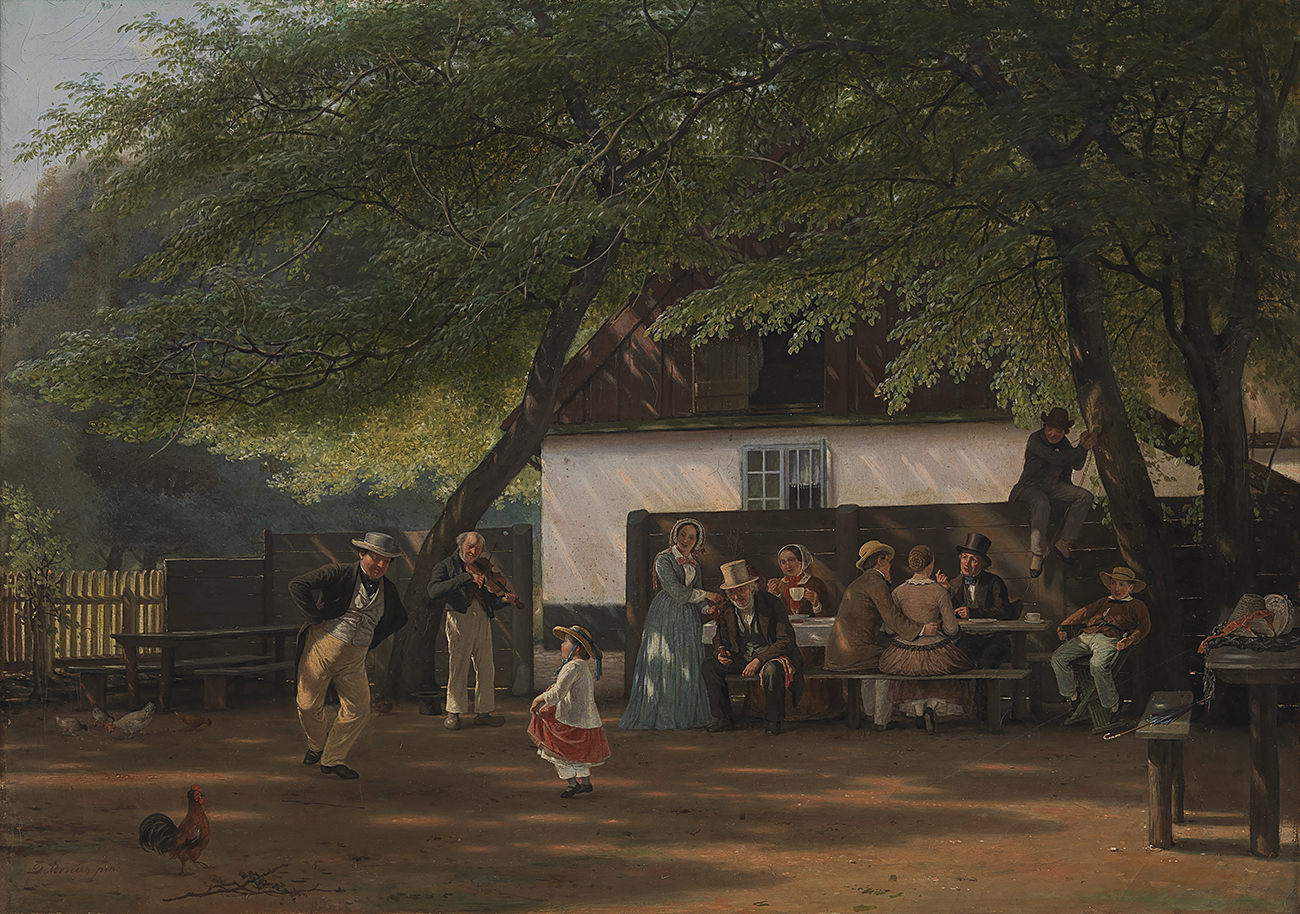
«Кофейная вечеринка в доме лесника»
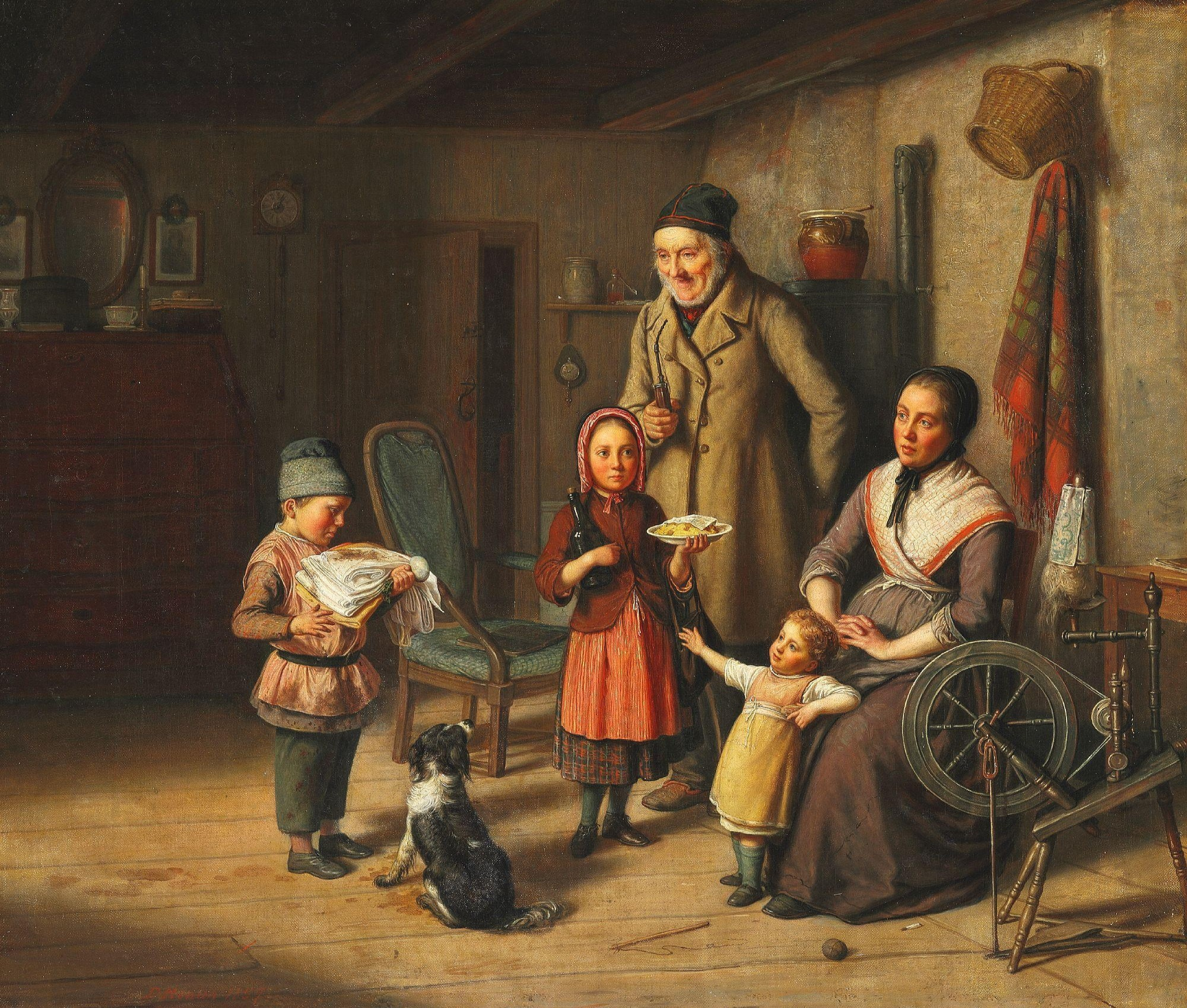
«Грязная связка»
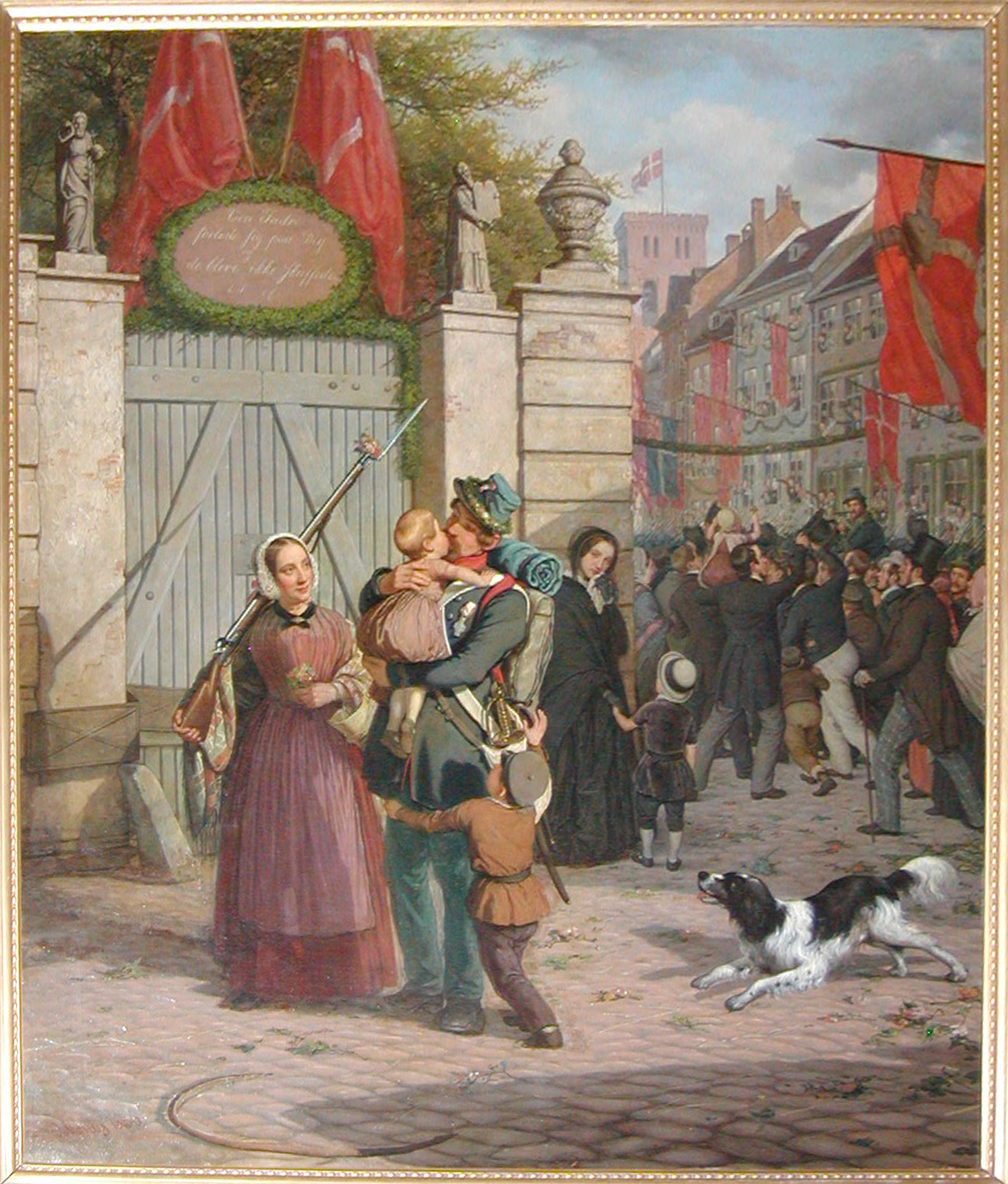
«Солдат вернулся с Первой Шлёзвигской войны»
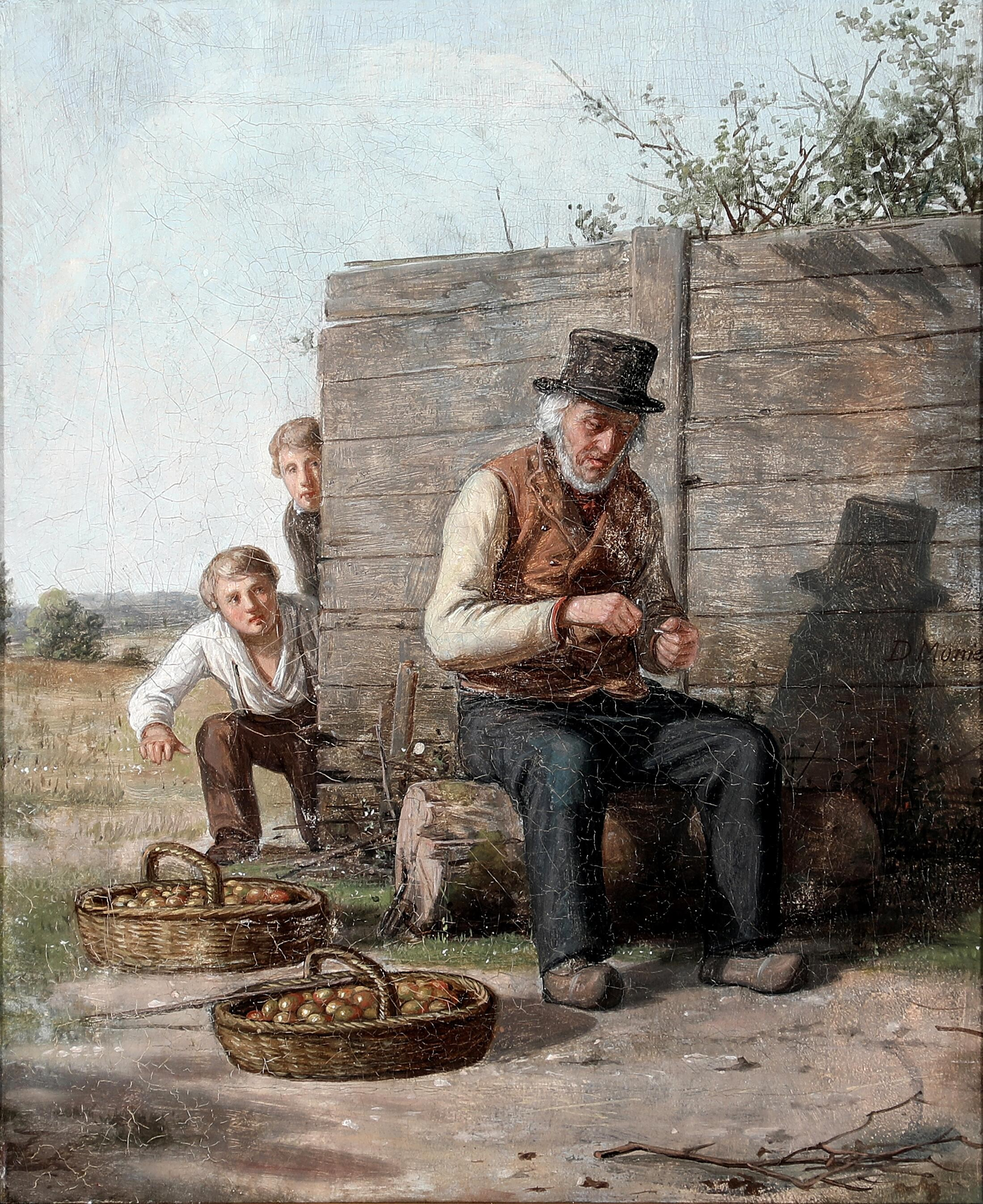
«Кража яблок»